# 光陰矢の如し
光陰矢の如し（こういんやのごとし）は、唐の時代の中国からのことわざ。

## 概要
時間が過ぎていくのは、飛んでいる矢のように速いということである。このことから転じてこの言葉は、歳月が経つのはが早いという意味で用いられるようになる。

### 由来
この言葉の由来は、唐の時代の中国での李益という詩人の『游子吟』という作品からである。この作品では、太陽があわただしく動くさまというのは、弓から放たれた矢のようなものであるということが述べられ、時間が過ぎるのは早いものであるということが表されていた。日本では913年の古今和歌集に、時間が経つというのは弓矢を放つごとく早いということを詠んだ歌が収められている。